# Кременя (Мехедінць)
Кременя (рум. Cremenea) — село у повіті Мехедінць в Румунії. Входить до складу комуни Тимна.
Село розташоване на відстані 244 км на захід від Бухареста, 28 км на схід від Дробета-Турну-Северина, 70 км на північний захід від Крайови.

## Населення
За даними перепису населення 2002 року у селі проживали 459 осіб, з них 458 осіб (99,8%) румунів. Усі жителі села рідною мовою назвали румунську.